# Guinea Pig : Devil's Experiment
 (juin 2020).
Si vous disposez d'ouvrages ou d'articles de référence ou si vous connaissez des sites web de qualité traitant du thème abordé ici, merci de compléter l'article en donnant les références utiles à sa vérifiabilité et en les liant à la section « Notes et références ».
Pour plus de détails, voir Fiche technique et Distribution.
Devil's Experiment  est un film japonais réalisé par Satoru Ogura.

## Synopsis
Une jeune femme se fait enlever par trois hommes qui la torturent de diverses manières.